# Dois Irmãos
Dois Irmãos è un comune del Brasile nello Stato del Rio Grande do Sul, parte della mesoregione Metropolitana de Porto Alegre e della microregione di Gramado-Canela.